# .fo
.fo је највиши Интернет домен државних кодова (ccTLD) за Фарска Острва. Постоје два типа регистрације:
- А тип: Да би се регистровало име домена потребно је поседовати одговарајућу лиценцу односно регистровану марку која је иста као и жељено име домена;
- Б тип: Име домена је могуће регистровати и без одговарајуће лиценце, али било које предузеће које поседује лиценцу или регистровану марку са истим називом може, у року од 20 дана, да уложи жалбу и преузме име домена за себе.